# Lysiteles ambrosii
Lysiteles ambrosii är en spindelart som beskrevs av Ono 200. Lysiteles ambrosii ingår i släktet Lysiteles och familjen krabbspindlar. Inga underarter finns listade i Catalogue of Life.